# سامبورسکو
سامبورسکو (به لهستانی:  Samborsko) یک روستا در لهستان است که در گمینا یاستروویه واقع شده‌است. سامبورسکو ۴۸۰ نفر جمعیت دارد.